# Calocheiridius somalicus
Espèce
Synonymes
- Minniza somalica Caporiacco, 1941

Calocheiridius somalicus est une espèce de pseudoscorpions de la famille des Olpiidae.

## Distribution
Cette espèce est endémique d'Éthiopie.

## Description
La femelle holotype mesure 2,82 mm.

## Systématique et taxinomie
Cette espèce a été décrite sous le protonyme Minniza somalica par Caporiacco en 1941. Elle est placée dans le genre Calocheiridius par Mahnert en 1982.

## Publication originale
- Caporiacco, 1941 : Arachnida (esc. Acarina). Missione Biologica Sagan-Omo, Reale Accademia d’Italia, Rome, vol. 12, Zoologia, no 6, p. 1-159.